# Siège social
Pour les articles homonymes, voir siège.

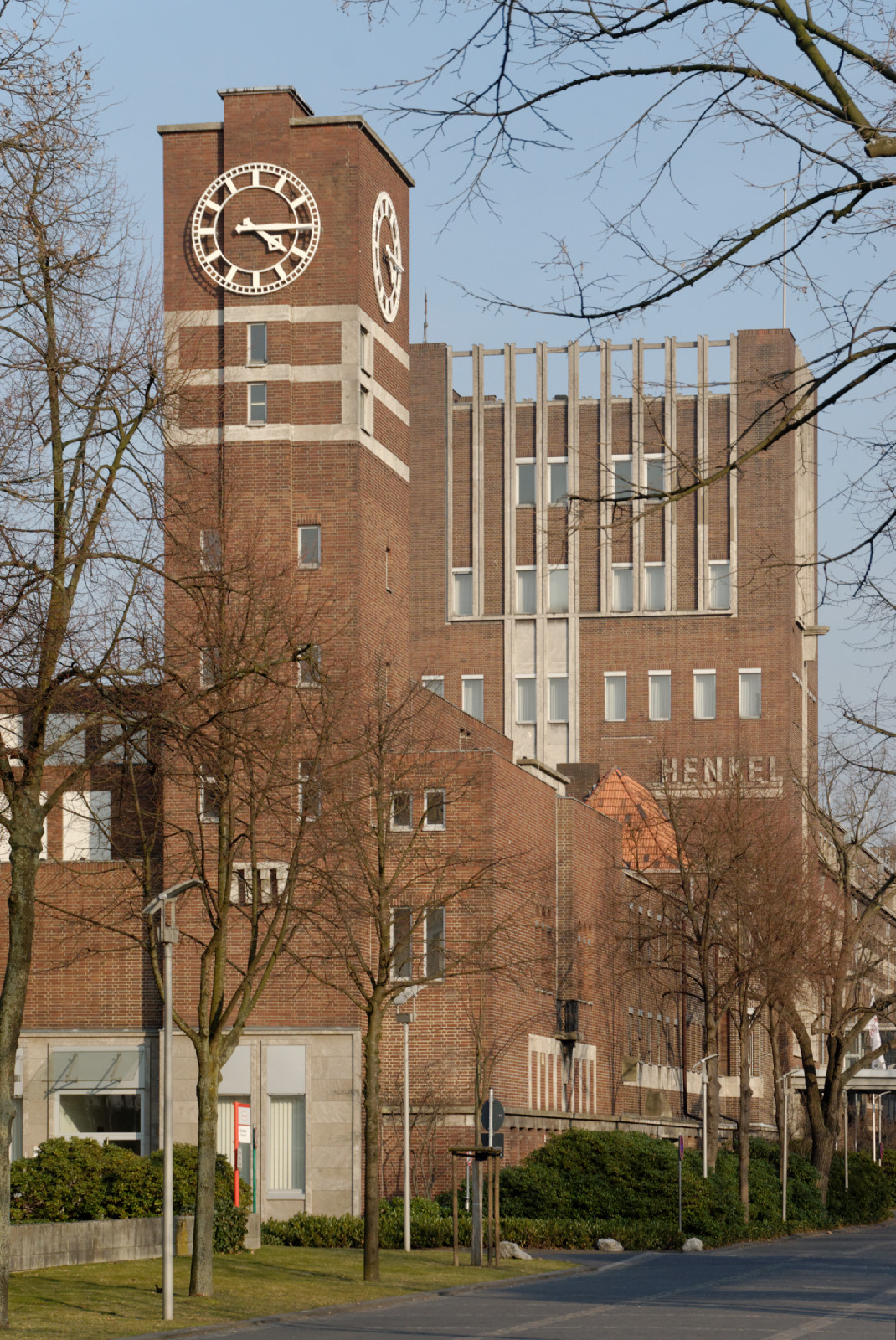
Le siège social des industries pharmaceutiques Henkel à Düsseldorf (dans le quartier Holthausen).

Le siège social d'une entreprise ou d'une personne morale est une adresse, parfois précisée dans les statuts, parfois par un acte séparé, parfois dans des registres ad hoc, qui constitue son domicile juridique et en conséquence sa nationalité. Il abrite souvent les services généraux d'une société ou d'un groupe : gestion du personnel (recrutements, carrières, salaires), services financiers, services juridiques et bureau du contentieux, etc.
Cette adresse postale se traduit généralement dans la réalité physique par un édifice (local ou immeuble), pouvant être appelé quartier général (QG) qui constitue généralement ses plus grands locaux, situé parfois dans un quartier d'affaires.
Le siège ou siège social a généralement un intérêt autre que postal dans le sens où il va déterminer une partie des instances administratives et judiciaires qui sont compétentes pour traiter les affaires de l'entreprise.

## Statut
En droit québécois, le terme « siège » remplace dorénavant l'expression « siège social », utilisée autrefois[Quand ?].
En droit français, une entreprise individuelle n'a pas un siège social mais un « établissement principal ».
En droit suisse on utilise les termes « siège » et « domicile » pour les entreprises, quelle que soit la forme juridique, y compris pour les entreprises individuelles. Cela n’empêche pas que le terme « siège social » soit couramment employé.
Aux États-Unis, le siège social prend l'équivalent de l'incorporation. La grande majorité des entreprises du pays sont fiscalement domiciliés au Delaware.

## Transfert du siège

### Canada

#### Loi fédérale
Une société constituée en vertu de la loi canadienne sur les sociétés par actions (LCSA) peut changer le lieu et l’adresse du siège social, dans les limites de la province indiquée dans les statuts. La société doit envoyer au directeur, dans les quinze jours et en la forme établie par lui, avis de tout changement d’adresse du siège social pour enregistrement. Pour modifier la province où se trouve le siège social, il faut modifier les statuts, ce qui exige une résolution spéciale adoptée aux deux tiers des administrateurs.

#### Loi québécoise
En vertu de l'article 29 de la Loi sur les sociétés par actions (LSAQ), le siège de la société doit être situé en permanence au Québec. L'art. 30 LSAQ prévoit que « la société peut, par résolution de son conseil d’administration, déplacer son siège dans les limites du district judiciaire où il est situé. La société peut également, par résolution spéciale, déplacer son siège pour le situer dans un autre district judiciaire au Québec. La société doit déclarer tout changement d’adresse du siège au registraire des entreprises conformément aux dispositions ». Par conséquent, le déplacement du siège dans le même district judiciaire exige un vote à la majorité simple des administrateurs, tandis qu'un déplacement dans un autre district judiciaire exige un vote aux deux tiers des administrateurs.

### France
En France, le transfert du siège dans le ressort du tribunal de commerce est le transfert de la société dans le même département, sous le ressort du même tribunal de commerce.
Pour une société anonyme (SA), la décision est prise par le conseil d'administration ou le conseil de surveillance avec ratification par l'assemblée générale, compétente sinon dans tous les cas.

### Maroc
Au Maroc, le transfert du siège peut être décidé par l'assemblée générale extraordinaire des associés, sous réserve de l'acceptation prévue dans les statuts.

### Belgique
Le transfert de siège social en Belgique suit plusieurs étapes essentielles :
1. Vérification de la nécessité d’un acte notarié
  - Transfert au sein de la même région : Une simple décision de l’Assemblée Générale (AG) suffit.
  - Transfert vers une autre région avec changement de langue : Un acte notarié est obligatoire.
2. Formalisation de la décision
  - Rédaction d’un acte sous seing privé ou notarié.
  - Vote en Assemblée Générale Extraordinaire (AGE) si une modification statutaire est requise.
3. Enregistrement administratif
  - Mise à jour auprès de la BCE avec la nouvelle adresse.
  - Publication au Moniteur belge pour rendre le transfert officiel.
  - Mise à jour des documents légaux : factures, contrats, mentions légales, etc.

#### Conséquences du transfert
- Légal : un changement de région peut entraîner une modification de la juridiction compétente.
- Fiscal : impact potentiel sur les taxes locales et la TVA.
- Organisationnel : nécessité d’informer employés, clients et partenaires.

#### Coûts associés
- Frais de publication au Moniteur belge.
- Honoraires notariés si un acte est requis.
- Frais administratifs pour la mise à jour des documents et registres.

#### Erreurs à éviter
- Omission de déclaration à la BCE ou de publication au Moniteur belge.
- Mauvaise planification des coûts et délais.
- Manque de communication avec les parties concernées.